# Wallau (Lahn)
Wallau is een plaats in de Duitse gemeente Biedenkopf, deelstaat Hessen, en telt 4631 inwoners.